# Mateusz Zembrzycki
Mateusz Zembrzycki  (ur. 18 marca 1997) – polski piłkarz ręczny występujący na pozycji bramkarza. Aktualnie występuje w zespole  Azoty-Puławy. W 2020 roku zadebiutował w  reprezentacja Polski w piłce ręcznej mężczyzn.